# Взаимозависимость
Не следует путать с взаимосвязью и взаимоединством.
Взаимозависимость — это состояние взаимной ответственности, зависимости друг от друга кого-либо или чего-либо, связь, в которой ни одна из сторон не может обойтись без другой. Это понятие в корне отличается от «зависимости», так как во взаимозависимых отношениях подразумевается, что все участники эмоционально, экономически, экологически, морально или каким-либо другим образом влияют друг на друга.
Одни люди пропагандируют независимость и самостоятельность как своего рода наивысшее благо, другие с не меньшей активностью выступают за верность своей семье, организации или обществу. Взаимозависимость сплетает воедино обе эти позиции. Два суверенных государства, которые сотрудничают друг с другом, называются взаимозависимыми. Это также можно охарактеризовать как взаимосвязь и уверенность друг в друге в вопросах, по поводу которых заключены соглашения (в социальной, экономической, экологической, политической и других областях).

## Использование термина
Впервые термин «взаимозависимость» использовал Карл Маркс в Манифесте коммунистической партии (1848) для описания всемирной взаимозависимости государств в сравнении с предшествовавшей ей частной и национальной изолированностью и самодостаточностью. Первую Декларацию Взаимозависимости написал Уилльям Дюрант 8 апреля 1944 года. В Соединённых Штатах волна интереса к данной теме поднялась после терактов 11 сентября 2001 года. Такие, казалось бы, непохожие Махатма Ганди, Франклин Делано Рузвельт и Стивен Кови, много писали и говорили о взаимозависимости.
Если бы ты даже хотел этого, ты не можешь отделить свою жизнь от человечества. Ты живешь в нем, им и для него. Мы все сотворены для взаимодействия, как ноги, руки, глаза. Марк Аврелий Антонин, римский император и философ
Общество останавливается в развитии без волевого импульса отдельной личности. Импульс же угасает без поддержки общества. Уильям Джеймс
Взаимозависимость является и должна быть таким же человеческим идеалом, как самодостаточность. Человек — социальное существо. Без взаимоотношений с обществом он не сможет осознать своё единство с миром или преодолеть самовлюбленность. Социальная взаимозависимость даёт ему возможность испытать свою веру и попробовать себя на оселке реальности. Махатма Ганди, 1929
Основная мысль, ставшая руководящим принципом этих конкретных методов возрождения нации, не является узко националистической. В первую очередь, это требование взаимозависимости разнообразных аспектов жизни во всех частях Соединённых Штатов — признание давнего и неизменно важного проявления американского духа первооткрывательства. Президент США Франклин Д. Рузвельт, 1932
Когда мы пытаемся ухватить что-то, мы постоянно обнаруживаем, что оно соединено со всем остальным во Вселенной. Джон Мьюр
…ибо многие наши белые братья, о чем свидетельствует их присутствие сегодня здесь, осознали, что их судьба связана с нашей судьбой. И осознали, что их свобода неразрывно соединена с нашей свободой. Мартин Лютер Кинг, У меня есть мечта, 1963
Более того, я осознаю взаимосвязанность всех сообществ и государств. Я не могу безучастно сидеть в Атланте, не заботясь о том, что происходит в Бирмингеме. Несправедливость где бы то ни было — это угроза справедливости повсюду. Нас неизбежно опутывает сеть взаимных зависимостей, мы связаны одной судьбой. То, что непосредственно влияет на кого-то одного, косвенно влияет на всех нас. Мы больше не можем себе позволить жить с ограниченным, провинциальным представлением о «чужаке-правозащитнике». Ни один житель Соединённых Штатов не может считаться чужаком где-либо в пределах страны. Мартин Лютер Кинг, 16 апреля 1963 г.
Одно лишь индивидуалистическое мышление не отвечает взаимозависимой реальности. Индивидуалисты, недостаточно зрелые, чтобы мыслить и действовать взаимозависимо, могут быть неплохими частными предпринимателями, но они не станут хорошими лидерами или членами команды. Они не исходят из парадигмы взаимозависимости, необходимой для успеха в браке, семье или организационной сфере. Стивен Кови
Следовательно, международное сотрудничество и сплочённость, а также неустанный поиск согласия стали категорической необходимостью. Они - единственно возможная альтернатива для всех народов, взаимозависимость которых становится все более и более очевидной в условиях бурного развития производственных технологий, транспорта и систем связи, а также нависшей угрозы деградации окружающей среды и истощения природных ресурсов. Федерико Майор Сарагоса, 27 мая 1980 г.